# Remonstrants Hofje
Het Remonstrants Hofje is een Haarlems hofje, het is te vinden aan de Ursulastraat nummer 16.
Het Hofje is 1773 gesticht door Isabella van Leeuwarden op het terrein van het voormalige Ursulaklooster, dit was een klooster van de Orde der Franciscanen. Zoals vrijwel alle kloosters in Haarlem was ook dit klooster tijdens de reformatie gesneuveld. De ingang van het hofje bevindt zich in een overgebleven muur van het klooster, de kloosterkapel doet dienst als voorhuis.
Isabella van Leeuwarden (1696–1773) was een koopvrouw en eigenaresse van een weverij. Op haar 41ste trad ze toe tot de remonstrantse gemeente. Ze trouwde op latere leeftijd (1752) met Pieter Merkman jr. (1699-1760), eigenaar van een garenlintfabriek. Na het overlijden van Merkman erfde ze ook zijn bedrijf, daarmee was Van Leeuwarden zeer vermogend. In de laatste jaren van haar leven hield Isabella van Leeuwarden zich bezig met een plan om de armoede binnen de remonstrantse gemeente te verzachten. Dit plan was een idee van haar in 1748 overleden broer Justus. In eerste instantie wilde ze geen eigen hofje, liever wilde ze de kosten dragen van het oudste Haarlemse hofje, het Hofje van Bakenes. Ze stelde wel een voorwaarde: een van de twee regenten moest remonstrants zijn. Deze voorwaarde werd niet ingewilligd. Hierop stelde Van Leeuwarden een deel van haar nalatenschap beschikbaar voor de stichting van een hofje voor zes arme weduwen of ongehuwde vrouwen uit de Haarlemse Remonstrantse gemeente. De eveneens remonstrantse timmerman Nicolaas Tijsterman, eigenaar van het terrein van het oude Ursulaklooster, maakte het ontwerp. In 1774 opende het 'Remonstrantsch Gereformeerd Hofje van Justus en Izabella van Leeuwaerden' zijn deuren voor de eerste bewoonsters.
Bestaand:
Brouwershofje ·
Bruiningshofje ·
Frans Loenenhofje ·
Gravinnehof ·
Hofje Codde en Van Beresteijn ·
Hofje In den Groenen Tuin ·
Hofje van Bakenes ·
Hofje van Guurtje de Waal ·
Hofje van Loo ·
Hofje van Noblet ·
Hofje van Oorschot ·
Hofje van Staats ·
Hofje van Heythuysen ·
Johan Enschedé Hof ·
Luthers Hofje ·
Proveniershof ·
Remonstrants Hofje ·
Teylers Hofje ·
Vrouwe- en Antonie Gasthuys ·
Wijnbergshofje ·
Zuiderhofje
Verdwenen:
Aelbert Gerritsz. Fijnebuyckshofje ·
Blokshofje ·
Blokzeyldershofje ·
Boonhofje ·
Brammershofje ·
Bullenhofje ·
Comanshofje ·
Deymanshofje ·
Guurt Burethofje ·
Hofje de Dubbele Muts ·
Hofje de Hemelpoort ·
Hofje de Vijftien Kamers ·
Hofje der Twaalf Apostelen ·
Hofje Het Lam ·
Hofje van Bavo ·
Hofje van Gratie ·
Kenauhofje ·
Luciehofje ·
Pietershofje ·
Sint Annahofje ·
Sint Jans Koenen Gasthuishofje ·
Slickhofje ·
Solomonshofje ·
Twijndershofje ·
Vissershofje ·
Weeshuishofje